# Guanyem Catalunya (2015)
|  | No s'ha de confondre amb Guanyem Catalunya (2020). |

Guanyem Catalunya fou el nom d'una candidatura de confluència d'esquerres que es presentà a les eleccions autonòmiques de 2015. La candidatura s'inspirà en les més de quatre-centes llistes de confluència municipalistes sorgides a les eleccions municipals del mateix any, també nomenades Guanyem.
Fou impulsada per sectors crítics de Podem, Esquerra Unida i Alternativa i Moviment d'Esquerres, així com membres de candidatures municipalistes i diversos col·lectius i organitzacions veïnals, descontents amb els projecte basat en personalismes de la llista de Catalunya Sí que es Pot.
La coalició es feu pública el 24 de juliol del 2015, tan sols dos mesos abans de les eleccions. La presentació de la candidatura la feren l'advocat Pablo Barreneche (candidat a la direcció de Podem Catalunya vers Gemma Ubasart en les primàries del partit), Marisol Martínez (exmembre de la presidència federal d'Esquerra Unida, expulsada per encapçalar al marge del partit la candidatura Guanyem Sabadell, per al qual n'és regidora), Ramón González (sector crític de Podem) i Xavier Salvadó (exmembre de Moviment d'Esquerres al Vendrell).
Constava d'una estructura de tres-cents militants sorgits bàsicament de diferents entitats progressistes. Tant l'elecció dels candidats com l'elaboració del programa electoral es realitzà amb la participació directa de les bases. Després dels pobres resultats electorals del 2015, la marca Guanyem Catalunya no es tornà a presentar a les eleccions autonòmiques del 2017.

## Candidatures
La coalició no presentà candidatura per la circumscripció de Barcelona.
| Circumscripció electoral              | Llistes proclamades |
| ------------------------------------- | --- |
| Circumscripció electoral de Barcelona | LlistaNo proclamada |
| Circumscripció electoral de Girona    | Llista1. Ayax Perrella i Estellés 2. MOntserrat Caralt i Solé 3. Francesc José Martín i Navarro 4. Federic Iván Sdruvolini i Garay 5. Olga Merchán i Haro 6. Antoni Jiménez i González 7. Rubén Sánchez i Pérez 8. Lidia Jarque i Moliner 9. Antoni González i Adame 10. Rosa María Mejías i Bermejo 11. María Muñoz i Jarque 12. Josep Caralt i Nin 13. Yuriy Chernov i Chernov 14. Daniel González i Pérez 15. Elena Roselló Fabregat 16. Estela Quiñones i Pizarro 17. Antoni Pavón i Padillo |
| Circumscripció electoral de Lleida    | Llista1. Antoni Cuadra i Escamilla 2. Sylvia Matonte i Capocasale 3. Albert Romero i Oró 4. Jaume Salse i Capella 5. Maria Rosa Muns i Fillat 6. Raúl Fuentes i Salas 7. Aibert Ortega i Barberan 8. Josep Suárez i Vega 9. Carina Miret i Bausili 10. Patricia Romano i Mejías 11. Lourdes Salvadó i Usach 12. Ana Isabel López Saiz 13. Jordi Fernández i Díaz 14. Masima Ahbiti i Laareb 15. Alfons Mora i Mora Suplents: 1. Sergi Talamonte Sànchez 2. Meritxell Centeno Magí 3. Josep Maria Cucurull Fa 4. Carme Hernàndez Brezmes 5. Miguel Martínez Baena 6. Alfonso Garcia Garcia 7. Maria Àngels Sans Safont 8. Celestí Regué Farrà 9. Maria Pilar Morlans Ballester 10. Jaume Moya Matas |
| Circumscripció electoral de Tarragona | Llista1. Xavier Salvador i Usach 2. Constantí Ortega i Francés 3. Aina Paredes i Serrano 4. Karim Daoud i Domènech 5. Marcela Silvia Pereyra i Rojas 6. Claudia Regina Bürk i Falcón 7. Antoni Suárez i Torres 8. Mónica Planas i Gómez 9. Ricard Muñoz 10. Gabriel Muns i Fillat 11. Antoni Herrero i Fullera 12. Rosa Martínez i Caballero 13. Ferran Planas i Zomeño 14. Elena Salvadó i Ruiz-Calero 15. Joan Manuel Díaz i Cabeza 16. Josep Oriol Vidal i Martínez 17. Mª Teresa Delera i Sancho 18. Ernest Sánchez i García Suplents: 1. Maria de la Cinta Carmen Galiana Llasat |

## Resultats electorals
| Eleccions al Parlament de Catalunya de 2015 | Xavier Salvadó i Usach | 1.167 | 0,03 | 0 / 135 |